# Liceum Ogólnokształcące w Sieniawie
Liceum Ogólnokształcące w Sieniawie – szkoła ponadpodstawowa o charakterze średnim ogólnokształcącym w Sieniawie.

## Historia
31 sierpnia 1964 roku oddano do użytku nowy budynek szkolny, tzw. tysiąclatkę. Od 1 września 1964 roku w tym budynku rozpoczęli naukę uczniowie szkoły podstawowej przeniesionej z budynku byłego „Sokoła”, a także nowo utworzone 4-letnie liceum ogólnokształcące. W latach 1964–1968 szkoła podstawowa i liceum ogólnokształcące stanowiły wspólną jednostkę administracyjną. W latach 1966–1999 w budynku byłego „Sokoła” był internat dla zamiejscowych uczniów liceum ogólnokształcącego. W 1968 roku odbyła się pierwsza matura, którą zdało 32 absolwentów. 
W latach 1968–1978 liceum ogólnokształcące było samodzielną jednostką administracyjną, którego dyrektorem była Stanisława Bukowa. W latach 1978–1984 liceum ogólnokształcące wchodziło w skład Zbiorczej Szkoły Gminnej. 1 września 1984 roku liceum ogólnokształcące zostało wyłączone ze Zbiorczej Szkoły Gminnej jako samodzielna jednostka administracyjna, którego dyrektorem została Maria Korytyńska-Sarzyńska. Z powodu trudności lokalowych zdecydowano o rozbudowie szkoły. Nową część oddano do użytku w 1993 roku i do niej przeniosło się liceum ogólnokształcące. 
W 1999 roku na mocy reformy oświaty, po utworzeniu gimnazjum, utworzono 3-letnie liceum ogólnokształcące, które w 2002 roku weszło w skład Zespołu Szkół. W 2007 roku na miejscu poprzedniego Liceum Profilowanego, utworzono Technikum Informatyczne. W 2017 roku na mocy reformy oświaty przywrócono 4-letnie liceum ogólnokształcące.

## Znani absolwenci
- Adam Woś – senator, poseł, burmistrz miasta i gminy Sieniawa.